# Husarenbrunnen (Mehlingen)
Koordinaten: 49° 31′ 9,2″ N, 7° 49′ 41,8″ O
Der Husarenbrunnen ist eine Quelle im Otterberger Wald. Er ist als Naturdenkmal eingestuft.

## Lage
Der Husarenbrunnen befindet sich innerhalb einer unbewohnten Waldexklave, die zur Ortsgemeinde Mehlingen gehört. Nächstgelegene Ortschaften sind der Drehenthalerhof im Westen, Wartenberg-Rohrbach im Osten, Baalborn im Süden und Sembach im Südosten. Etwas weiter südlich verläuft der Lanzenbach, in den das Wasser des Brunnens über ein Rohr abfließt. Nordwestlich erstreckt sich der 370 Meter hohe Einsiedlerberg.

## Geschichte
Der Brunnen ist Gegenstand mehrerer lokaler Sagen und Geschichten. Einer zufolge blieb das Pferd eines Reiters an seiner Stelle stehen. Nach vergeblichen Versuchen des letzteren, das Pferd zum Weitergehen zu bringen, sprang es über einen Felsen und landete in einem Sumpf, woraufhin beide ertranken. 
Der Name rührt daher, dass Soldaten am Brunnen ihre Pferde tränkten und sich auf Nachfrage als Husaren ausgaben; sein ursprünglicher Name lautete „Saubuckelbrunnen“. Zunächst lag er auf der Gemarkung von Baalborn, das 1969 nach Mehlingen eingemeindet wurde. In den 1990er Jahren entstand sein gegenwärtiges Erscheinungsbild.

## Beschaffenheit
Beim Husarenbrunnen handelt sich um eine gefasste Quelle. Sein Brunnenschacht ist mit Mauerwerk aus Sandstein ausgestattet.